# Alfred Diston
Alfred Diston (Lowestoft, condado de Suffolk, Inglaterra, 8 de febrero de 1793 - Puerto de la Orotava, Tenerife, 2 de abril de 1861) fue un comerciante y polígrafo británico establecido en el Puerto de La Orotava (hoy Puerto de la Cruz) entre 1810 y 1861.
Sus manuscritos ilustrados, sus cuadernos de notas y sus acuarelas y dibujos representan una valiosa fuente documental para conocer numerosos aspectos de la sociedad y del medio natural de Tenerife, y del resto de Islas Canarias, durante la primera mitad del siglo XIX.
Su importancia para la cultura de Canarias radica en sus aportaciones a una gran variedad de disciplinas, siendo especialmente relevantes las relacionadas con el conocimiento de los trajes tradicionales de Canarias y el de las costumbres canarias de su tiempo.
No menos trascendental fue su protagonismo en la introducción en las Islas Canarias de la variedad de plátano conocido como plátano Cavendish, alguno de cuyos cultivares se engloban hoy en la denominación de "Plátano de Canarias". La expansión de su cultivo por las islas y su exportación a Inglaterra a partir de 1870-1878  supuso un enorme impacto en la economía de Canarias durante más de cien años, hasta la consolidación del turismo de masas.

## Biografía
Nacido en 1793 en Lowestoft, importante puerto pesquero y punto más oriental de Gran Bretaña, Alfred Diston pertenecía a una familia de tradición marinera.
En 1810, con diecisiete años, llega Alfred Diston al Puerto de La Orotava contratado por la firma británica exportadora de vinos canarios Pasley, Little & Co. Desde entonces residió 51 años en el Puerto de La Orotava hasta su muerte en 1861.
Diston se caracterizó por poseer una curiosidad polifacética (Etnografía, Historia, Botánica, Geología, Meteorología,...), por su gusto por los viajes, y por su capacidad de observación del detalle, manifestada en sus dibujos, caligrafías y en multitud de cuadernos con anotaciones de todo tipo.

En 1836 contrae matrimonio católico con Soledad Orea y Luna, nacida en Cádiz en 1810, con la que tendrá cuatro hijos. A este matrimonio podemos atribuir el arraigo de Diston en Canarias y su permanencia en el Puerto de La Orotava hasta su muerte a los 65 años. José Agustín Álvarez Rixo, en sus Anales del Puerto de la Cruz de La Orotava del 3 de abril de 1861, da noticia del repentino fallecimiento de Diston la noche anterior:
"1861. Abril, 3. A las ocho de la noche, estando jugando a las damas con su esposa, se quedó muerto Dn. Alfredo Diston, inglés protestante, quien ha recidido entre nosotros desde el año 1810, [...] " (sic)
Fue enterrado en el cementerio protestante del Puerto de La Orotava.

### Comerciante
Con 17 años, llega Diston al Puerto de La Orotava como empleado de Pasley, Little & Co., una firma exportadora de vinos de Canarias Su principal cometido sería ocuparse de recibir, acompañar e introducir en la sociedad de la isla a cuantos comerciantes y viajeros llegaban a Tenerife recomendados a esa casa comercial.
John Pasley  (1765-1769), cónsul británico en Tenerife, solicitó en 1774 la presencia y ayuda de su sobrino, el escocés Sir Archibald Little, fundando la casa comercial Pasley, Little & Co., que llega a convertirse en la más importante firma exportadora de vinos canarios durante el primer tercio del siglo XIX.
Pocos años después de su llegada, Diston es nombrado administrador y, más tarde, director de la delegación comercial, hasta convertirse en socio principal de la firma.

### Etnógrafo
La principal aportación de Alfred Diston a la cultura de Canarias son los tres manuscritos conocidos de su obra Costumes of the Canary Island: el manuscrito de la Kunstbibliothek de Berlín (1824) NOTA, el manuscrito enviado a Londres y del cual la importante editorial  Smith, Elder, and Co llegó a editar un primer fascículo en 1829 y, finalmente, el manuscrito de la familia de Lorenzo-Cáceres y Torres, que recoge dibujos realizados entre 1829-1847 y que recientemente ha sido editado como facsímil.
En pleno movimiento del Romanticismo, entre 1820 y 1840 existía un gran interés en Europa tanto por todo lo relacionado con España como por todo lo relacionado con las clases populares. Es la época de la literatura de viajes, obras muchas veces acompañadas de grabados o litografías, una técnica recientemente descubierta (1796) y que permitía abaratar las ediciones ilustradas. Este ambiente podría explicar el gusto personal de Alfred Diston por dibujar y anotar cuanto de llamativo veía en su entorno y, también, el que fuera requerido por científicos, eruditos, o simples viajeros para que les proporcionase informaciones o dibujos con los que complementar sus observaciones o sus relatos de viajes a las Islas Canarias.
En sus acuarelas y aguadas Diston muestra con minucioso detalle tanto las características como la enorme variedad de la indumentaria popular de las diferentes islas y localidades de Canarias, los diferentes tipos populares, oficios y costumbres.
Pese al reconocimiento de sus contemporáneos, canarios y extranjeros, la figura de Alfred Diston permaneció en el olvido hasta que uno de sus descendientes puso de relieve la importancia de sus manuscritos y observaciones (1931; 1944), poniendo de relieve su trascendencia para el conocimiento de la indumentaria tradicional y de la sociedad canaria de la primera mitad del siglo XIX. 
En 2002, una amplia exposición monográfica sobre su obra y su figura permitió que su nombre y significación comenzaran a conocerse, no solo a nivel académico y especializado sino, también, en ámbitos folklóricos y a nivel popular.  

### Colaborador intelectual y artístico en las publicaciones de científicos y viajeros
Su doble condición de británico y canario de adopción, su personalidad acogedora y sus conocimientos sobre Canarias motivaron que muchos de los visitantes de Tenerife, anglosajones en su mayoría, recabaran su colaboración tanto como informador, anfitrión, guía o simple acompañante. Daniel J. Browne, estadounidense que visitó Tenerife en 1834, escribe:
[...] Port Orotava, miércoles, 22 agosto, 1833. Llegué aquí a última hora de la noche, maltrecho, cojo y completamente agotado; hoy he establecido mi residencia, durante mi estancia en este lugar con el Sr. Alfred Diston, un comerciante inglés, un caballero, no menos distinguido por la información general que proporciona como por los amables servicios que presta a cuantos científicos han visitado estas regiones. 
[...] San Cristóbal de La Laguna, jueves 10 octubre, 1833. Después de una prolongada y satisfactoria visita a Port Orotava, me despedí de mi inteligente y hospitalario amigo, el Sr. Diston, cuyas amables atenciones agradezco, y que conservaré en mi memoria largo tiempo.  
Entre los más conocidos podemos mencionar al botánico inglés Philip Barker Webb y al naturalista francés Sabino Berthelot, coautores de los cuatro volúmenes de la monumental obra Histoire Naturelle des Iles Canaries (París, 1836-1850). Aunque la mayor parte de los dibujos originales de la obra fueron realizados en Canarias por el enigmático J.J. Williams y, al menos 14  dibujos y los mapas fueron hechos por el propio Berthelot. Alfred Diston colaboró en la obra proporcionando seis dibujos con personajes y trajes populares que fueron posteriormente litografiados en París.
También el cónsul británico (1825-1830) Francis Coleman Mc Gregor contó con Diston tanto como informador como para la realización de todas las ilustraciones y mapas de su obra "Die Canarischen Inseln" (Hannover, 1831).
La pintora Elizabeth Heaphy de Murray, esposa de un nuevo cónsul británico en la isla fue la autora de un conocido y polémico relato sobre su estancia en Canarias. Sabemos que trató con frecuencia a Alfred Diston y que se alojó un mes en la residencia familiar del Puerto de La Orotava (1857). Allí tuvo ocasión de realizar el único retrato conocido de Diston y de tutelar los progresos como acuarelista de Soledad Diston, la hija de este. Diston escribió sesenta páginas de Notes furnished Mrs. Murray for her intender work of these Islands  destinadas a proporcionar a la pintora información que le sirviera como documentación para el libro de esta sobre Canarias.
Alfred Diston intercambiaba correspondencia con anotaciones y dibujos con dos de los eruditos de Tenerife más relevantes de su tiempo: el polígrafo Antonio Pereira Pacheco (1790-1858), prebendado de la catedral de La Laguna y párroco de Tegueste, y el cronista del Puerto de La Cruz José Agustín Álvarez Rixo (1796-1883).

El conocido como prebendado Pacheco fue historiador, estudioso y autor de manuscritos sobre una gran diversidad de temas que, al igual que Diston, también ilustraba con sus propios dibujos, algunos de ellos de trajes o uniformes. De igual modo, Álvarez Rixo intercambió con Diston cartas, noticias e informaciones locales. En sus Anales el Puerto de la Cruz de La Orotava nos dejó constancia de su extraordinario mérito intelectual:
 "[...] siendo el mejor calígrafo que tal vez hubiese en toda la provincia; además era aficionado al dibujo y pintó nuestras costumbres con sus anotaciones que estampó en Londres el año 1829; asímismo, había acopiado diversas curiosidades históricas de estas islas, razones por las cuales es merecedor de que se haga memoria de su mérito, como lo han hecho algunos viajeros que venían recomendados a la casa de Pasley y Little que Don Alfredo manipulaba" (sic)

### Naturalista
La curiosidad de Diston también se dirigió hacia diversos campos de las Ciencias Naturales de su época.

#### Aportaciones botánicas
Su particular interés por la Botánica, unido a su relevante posición social en el Puerto de La Orotava, del que era primer contribuyente, explicarían que, en 1834, la Real Sociedad Económica de Amigos del País de Tenerife (RSEAP) pensara en él al quedar vacante y sin posibilidad de retribución la plaza de director del Jardín de Aclimatación de La Orotava (Jardín Botánico de Puerto de La Cruz), y que le encomendara las labores de conservación e inspección. Aunque se trataba de un nombramiento como uno de los tres miembros de una comisión interina, Alfred Diston fue quien se ocupó, en la práctica y durante catorce años, de las tareas de dirección. Sin presupuesto para las mínimas tareas de mantenimiento, fueron esos unos años críticos para la supervivencia del Jardín Botánico, llegando a tener que aportar su propio dinero para solventar diversos gastos urgentes. Sin la intervención de Alfred Diston la supervivencia del Jardín Botánico se hubiera visto irremediablemente comprometida. Elaboró inventarios de las colecciones de plantas, intervino en la resolución de diferentes conflictos relacionados con el suministro de agua y con los atrasos de salario y las quejas sobre el trabajo del jardinero.
Desde los primeros años de su estancia en Canarias, Diston ya trataba de introducir en Tenerife algunas especies vegetales alóctonas para su posible aprovechamiento agrícola en las islas. Para ello se sirvió de sus contactos comerciales y familiares en Madeira, Malta o Escocia.
En 1819, consiguió aclimatar en la finca que su patrón Archibald Little tenía en el Puerto de La Orotava, hoy conocido como Jardín Sitio Litre, varios rizomas de Maranta Arundinácea procedentes de la isla de Madeira, útil para la obtención de un polvo de almidón (arrurruz o arrowroot) apreciado en la época como ingrediente de cocina.
En 1846, Diston introduce en Tenerife, 3000 pies de "Pino de trementina" (sic) procedentes de Inglaterra. Dado que la trementina puede obtenerse de varias coníferas, no es posible determinar de qué especie de pino pudo tratarse.
En 1847 envió a la RSEAP semillas de "sulla" (zulla) (Hedysarum coronarium), una planta forrajera mediterránea que se emplea para la alimentación del ganado. Diston la había traído de un viaje a la isla de Malta, lugar en el que residía parte de su familia en aquel momento.
Pero donde Alfred Diston ha podido tener la mayor repercusión en la economía de las Islas Canarias es en su papel de introductor de la variedad enana de plátano, el plátano Cavendish enano. Se admite que el plátano del golfo de Guinea fue introducido en Canarias en el siglo XV, posiblemente por los portugueses, y que desde Canarias fue llevado a América (La Hispaniola, 1516) pero, aunque no hay acuerdo  sobre el momento y la vía de introducción de la variedad enana del plátano Cavendish, cada vez parece más documentado que fue Alfred Diston el introductor en Canarias de esta variedad.
José Agustín Álvarez Rixo (1796-1883), en su obra sin fecha "Noticia de varias de las plantas utiles que se han introducido en estas islas canarias en el presente siglo XIX, con los nombres de las personas á quienes debemos su recomendable introduccion"  nº XXII del Legajo D de su Catálogo, señalaba 1824 como el año en el que Diston introduce esta variedad en Tenerife:
"Plátano enano. Musa Cavendish. Justo es hacer aqui memoria de quien nos proporciono tan grato beneficio. El año 1824, D. Alfredo Diston, escoses curioso, criado en este Puerto de la Cruz, en un viaje que hizo a su patria Escocia, vio en el jardin de Sir Thomas Hempburen el platano enano, cuyo nombre botanico es Musa Cavendish procedente de la India Oriental, y obtubo una planta que trajo á Tenerife donde se ha propagado admirablemente, por cuanto tiene tres ventajas sobre los platanos ó bananos q.e antes conociamos, cuales son: vegetar con menos riezgo de los vientos, en razon de su corta elevasion y robustes de su tronco: llega á su total crecimiento antes que los otros; y frutifica también un racimo mayor que los otros aunque algo mas delgado cada uno de sus platanos, cuyo delicado gusto es preferido p.r algunos al de ntro. platano primitivo. El anhelo é impaciencia de multiplicar este admirable vegetal p.r todas partes ocasionó q.e el año 1853, le robasen á dho. D. Alfredo el plantio que tenia en su huerta de la cueva del Pino, procedimiento violento y merecedor de castigo si se hubiesen descubierto los que tal hicieron.— En el Eco del Comercio, n.º 167, se publicó noticia de la introduccion de este arbol en Canarias conforme queda dicho" (sic)
La noticia publicada el 12 de noviembre de 1853 por este periódico tinerfeño también era recogida por este mismo cronista en sus Anales de 1853. El periódico daba cuenta de que "siete años antes", en 1846 pues, Alfred Diston introdujo en el Puerto de La Orotava la variedad de Musa Cavendish:
"PLÁTANOS. No queremos concluir este artículo sin manifestar algunas recientes observaciones sobre una especie de plátanos enanos oriundos de Cochinchina, y que el Sr. D. Alfredo Diston introdujo en estas Islas habrá cosa de siete años. Esta excelente fruta de rico y esquisito sabor, ha cundido estraordinariamente en la Orotava, y aun en esta Capital; ya por ser preferible á los de las clases ordinarias, por carecer de sámago; ya por su rendimiento; pues se han cogido racimos que pesaban 73 libras y tenían 255 plátanos. Esta especie se conoce en la ciencia por el nombre de Musa Cavendishia; pero lo mas particular es que dicha planta natural de clima cálido o por la menos muy templado, ſué traída á estas Islas desde Escocia, habiendo conseguido el Sr. Diston de los invernáculos de Sir Thomas Hepburer los tres plantones originales que tan bien se han multiplicado en nuestro país". (sic)
Y Álvarez Rixo anota:
"Por este tiempo empezó el empeño de cultivar el platano enano en todas las huertas de nuestro Puerto donde fueron robados varios plantones para llevarlos para Sta. Cruz. Pocos años hace de su introducción desde Escocia por Dn. Alfredo Diston obtenido de un invernadero del jardín de Sir Thomas Hempburer (sic).  Llamase dicha planta Musa Cavendish.--El Eco del Comercio nº. 167, comunicó esta curiosa noticia que para nosotros era cosa bien vista y sabida". (sic)
Una fecha siempre posterior a 1835 es la que sería más verosímil si nos atenemos al reciente trabajo de Ken Fisher. Los plantones orientales de plátano habrían sido aclimatados en la isla Mauricio por el médico y botánico Charles Telfair quien, en 1829, los envía a Inglaterra. En 1835 Joseph Paxton, jardinero principal de Lord William Cavendish, 6º Duque de Devonshire, habría logrado que fructificasen en los nuevos invernaderos acristalados del Duque en Chatsworth House (Derbyshire, Inglaterra). Más tarde, Sir Thomas Buchan-Hepburn lograba adquirir uno de esos plantones para su propiedad en Smeaton, East Linton (Escocia). Sería allí donde Diston habría podido acceder a esta variedad (en 1846 según El Eco del Comercio) al ser Sir Thomas el yerno de Sir Archibald Little, propietario de la firma Pasley, Little and Co. 

#### Aportaciones en Geografía y Geología
Alfred Diston disponía de varios instrumentos marineros (nocturlabio, brújula naval,..) y en su Costumes incluye varias tablas con longitudes y latitudes de numerosas localidades de todas las Islas, la altitud de las mismas y las distancias entre ellas.
Dibujó varios mapas de las Islas canarias, uno de ellos en su propio manuscrito familiar y otros dos para la obra del cónsul británico Francis Coleman  MacGregor.
El 29 de agosto de 1814, acompañado de 3 británicos y un norteamericano, asciende desde el Puerto de La Orotava a la cima de "El Pico", nombre que los viajeros extranjeros daban al  volcán Teide (3718 ms).
También recogió informaciones sobre las erupción de 1798 del volcán Montaña Chahorra o Pico Viejo de El Teide y de la erupción de Lanzarote de 1824, realizando bocetos y láminas de interés vulcanológico que aún se conservan.

#### Aportaciones en Meteorología
Alfred Diston también disponía de barómetro, termómetro y anemómetro. En el Costumes incluye una tabla con registros mensuales de temperaturas (máximas, mínimas, medias), con registros de pluviometría (número de días de lluvia) y de vientos (direcciones e intensidad). También se conservan cuadernos de notas con registros diarios de temperatura y dirección y velocidad del viento a lo largo de nueve años (1844-1853).
Describió con detalle el terrible temporal del 6 al 9 de noviembre de 1826 ("Inundation and Hurricane in 1826"), posiblemente un ciclón tropical considerado el peor suceso meteorológico registrado en Canarias en época histórica. En su informe incluye una tabla con el número de viviendas afectadas y de víctimas y heridos en cuatro localidades del Valle de La Orotava. Al tiempo, dibujó un minucioso plano del Barranco Martiánez y del núcleo urbano de El Puerto de La Orotava en el que señaló las zonas anegadas y las casas afectadas por el aluvión, registro muy similar a modernas recreaciones del área inundada

### Dibujante, calígrafo y miniaturista
Dibujante aficionado, utilizó especialmente la acuarela en sus bocetos y apuntes del natural y la aguada para trasladar los motivos de los apuntes a sus manuscritos. Se conservan numerosos dibujos y apuntes que recogen una gran variedad de temas. La mayoría representan a personas de las clases populares, campesinos o pescadores en escenas cotidianas. Algunos dibujos nos muestran personas de clases acomodadas, religiosos o militares.  Dibujó, además, un gran número de paisajes y lugares de la isla de Tenerife. plantas y flores, insectos, volcanes o escenas marineras
Aunque su faceta de dibujante de la vestimenta popular es la que más se ha puesto de relieve, su habilidad como calígrafo queda patente en todas sus obras manuscritas. Su contemporáneo, José Agustín Álvarez Rixo, llega a referirse a él como "el mejor calígrafo que tal vez hubiese en toda la provincia", lo que se ejemplifica tanto en un misal como en dos libros de oraciones que minia para el uso devocional católico de su esposa.

### Viajero
Pese a la exactitud con que sus dibujos reflejan la vestimenta de todas las Islas, en su manuscrito familiar (1829-1847) señala que, hasta 1830, solo tenía "conocimiento propio" de Tenerife y La Palma.
En 1819, posiblemente viajó a Madeira por motivos comerciales.
Realizó al menos dos viajes desde Tenerife a Malta, donde residían sus padres. De su primer viaje (nov 1822 - abril 1823) se conserva un detallado diario y una amplia variedad de láminas con diferentes tipos populares del Mediterráneo (malteses, griegos, turcos) y de población no británica de Gibraltar (españoles, judíos y bereberes).

## Obras

### Manuscritos con láminas con trajes tradicionales
Hasta el momento se han identificado tres manuscritos profusamente ilustrados con láminas con trajes tradicionales de Canarias.
1824: El Manuscrito de la Kunstbibliothek de Berlín.
Álbum manuscrito con treinta y una láminas de aguadas a color. En su portada tiene una dedicatoria al patrón de Alfred Diston, Sir Archibald Little: "To Sir Archibald Little Esq.re of Shabden from his most gratefull and obligued servant. Alfred Diston, Tenerife, 1824".
Veintiuna de las aguadas se acompañan de sus correspondientes páginas con el título de la aguada y un texto manuscritos por el autor con explicaciones de las láminas, que muestran una amplia representación de trajes populares de todas las Islas.
Se encuentra en la biblioteca de trajes Lipperheideschen de la Kunstbibliothek de Berlín. NOTA
1829: El manuscrito de Londres 1828, y la edición del Costumes of the Canary Islands. Part 1. de Smith, Elder and Co. (London) de 1829.
En 1829, la editorial londinense edita 6 litografías a color realizadas por William Fisk, a partir de los dibujos originales de Diston, y con textos explicativos del propio autor. Parece corresponder a un primer capítulo o fascículo (figura como "part. 1" en la edición original) de un manuscrito enviado a Londres en 1828 con un número mayor de láminas que nunca llegaron a editarse.

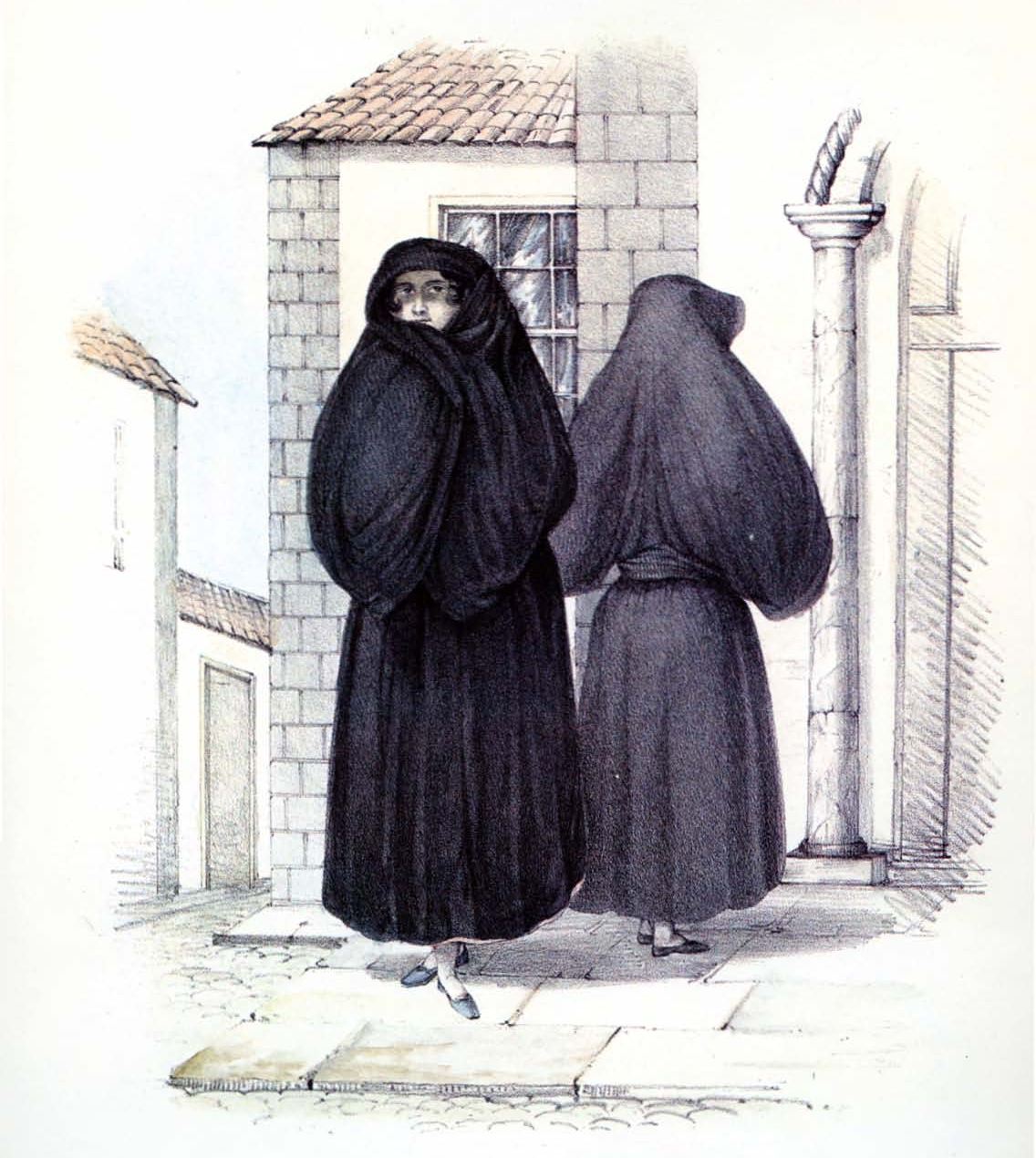
Manto y Saya. Canarias. A. Diston Del. W. Fisk Lith. Published by Smith, Elder & Co. Cornhill, 1829.

No se conoce el destino final del resto de láminas enviadas a Londres para su publicación.
1829-1847: Manuscrito familiar de Tenerife.
En posesión del propio Alfred Diston, pasa a sus sucesivos herederos hasta pertenecer a la familia De Lorenzo-Cáceres y Torres. En 2002 fue expuesto en Santa Cruz de Tenerife en la exposición "Alfred Diston y su entorno". El manuscrito original se encuentra desaparecido desde 2009, aunque en 2018 se pudo realizar una edición facsímil gracias al material fotográfico realizado en 2004 por Ediciones Grial (Valencia).                                

### Dibujos para obras editadas por otros autores
1831: Diston realizó los dibujos para las cuatro láminas y los dos mapas de la obra "Die Canarischen Inseln nach ihrem gegenwärtigen zustande, und besoderer beziehung auf topographie und statstik, gewerbfleiss, handel und sitten dargest" (Las Islas Canarias según su estado actual, y con especial referencia a la topografía y estadística, industria, comercio y costumbres. Con mapas, grabados y tablas), escrita por Francis Coleman Mac-Gregor, cónsul británico en Tenerife entre 1830 y 1835, publicada en Hannover por Hahnschen Buchhandlung).
Las láminas y cartografía de Diston para esta obra están digitalizadas por el Proyecto Humboldt. y la edición original alemana de 1831 por Google Libros
Existe una edición de 2005 traducida al español.
1839: Diston proporcionó a Sabin Berthelot seis dibujos de personajes canarios que aparecieron litografiadas en tres planchas del tomo "Miscellanées canariennes", 2ª parte del tomo I de la "Histoire Naturelle des Iles Canaries" de Barker-Webb y del propio Berthelot, editado en París en 1839.

### Colección de dibujos del Yale Center for British Art (Paul Mellon Foundation)
Esta Fundación, con la mayor colección de arte británico fuera de Gran Bretaña, dispone de 59 láminas de Alfred Diston, 42 de las cuales representan figuras y el resto de paisajes de Tenerife. Todas las láminas son independientes (no encuadernadas en forma de manuscrito), tienen un título y están fechadas entre 1818 y 1829.

### Cuadernos de notas
1855-1858: "Notes furnished to Mrs. Murray for her intended work on these Islands".

Tal vez sea este el cuaderno de mayor interés de los que tenemos noticia de Diston. Son sesenta folios manuscritos con notas destinadas a documentar el relato del viaje a Canarias de Elizabeth Heaphy de Murray. Los temas tratados son:
"La Matanza. El Colegio. The story of Carmenati. The drago tree. La Virgen de Candelaria. Los Realejos. "Popping the question". Garachico. Ascent of the Peak of Tenerife. Port Orotava. Amusementes. Anécdotas relativas al ataque de Nelson a Sta Cruz en 1797, Note relative to the height of the Peak. La Pandorga. Ribbon dance. Saint John's day. Church at La Laguna. Fiesta de San Isidro. The conquest of Teneriffe. The enchanted island San Borondon. El árbol de Hierro. The burning of Judas. Grand Canary. Conquest of Grand Canary. Columbus. George Glas" (sic).  

## Reconocimientos
- En agosto de 1834 fue nombrado Socio de la Real Sociedad Económica de Amigos del País de Tenerife (RSEAP).

- Desde octubre de 1834 desempeñó, comisionado por la RSEAP,  las tareas de Inspector y de Director interino del Real Jardín Botánico de Aclimatación del Puerto de La Orotava,[27] labores que ocupó durante catorce años (1834-1848)

- En 1851 fue nombrado Académico honorario de la Real Academia Canaria de Bellas Artes.[50]

## Nota
Manuscrito de la Kunstbibliothek de Berlín, 1824:
Tanto el manuscrito como su correspondiente ficha de registro en la biblioteca no están disponibles en línea en la página web de la Kunstbibliothek.
La ficha bibliográfica de este manuscrito solo puede encontrarse en el catálogo impreso Katalog der Lipperheideschen Kostümbibliothek, tomo I, pág. 306, editado por Verlag Gebr. Mann en 1965.

## Enlaces externos

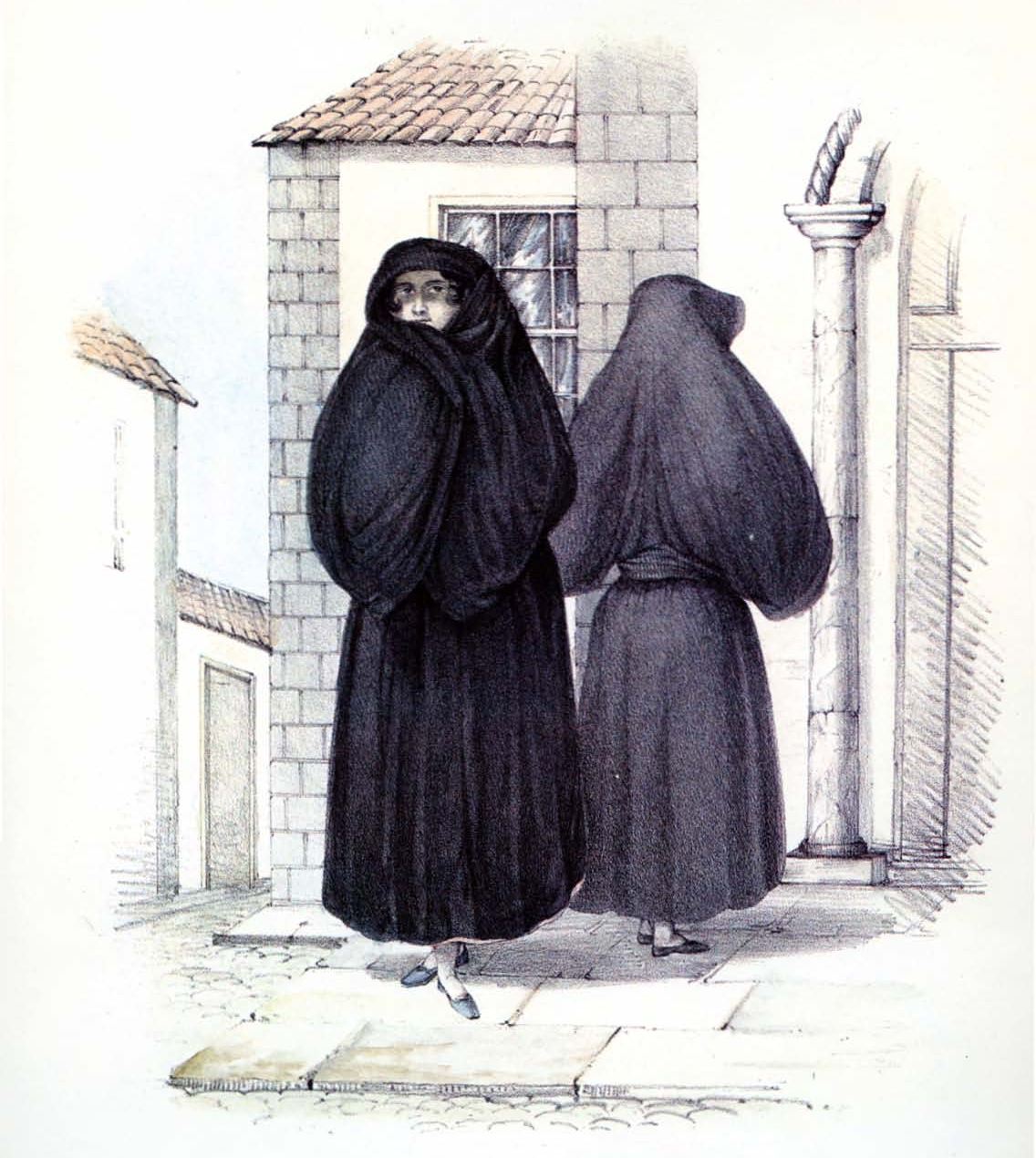
Manto y Saya. Canarias, 1829. Una de las seis láminas de la edición de Londres